# Eugénie Grandet (film 1994)
Eugénie Grandet è un film per la televisione francese diretto da Jean-Daniel Verhaeghe, andato in onda nel 1994.
Il telefilm è ispirato all'omonimo romanzo dello scrittore francese Honoré de Balzac, pubblicato nel 1833.

## Riconoscimenti
Sette d'Oro 1995 come migliore attore a Jean Carmet e per la migliore musica a Michel Portal.